# Forges de Moncor
| \| Localisation sur la carte de France · Baburet \| Localisation sur la carte de France Baburet. |
| Localisation sur la carte de France · Baburet                                                    |

Les forges de Moncor sont d'anciennes forges situées dans la commune déléguée de Chammes qui fait partie de la commune nouvelle de Sainte-Suzanne-et-Chammes en Mayenne, en forêt de Charnie sur la rivière l'Erve, sur la route reliant Chammes à Saint-Jean-sur-Erve. Elles fonctionnèrent de 1657 à 1870.

## Histoire
Ancien fief et domaine mouvant de Thorigné et en arrière-fief de Sainte-Suzanne, Moncors est compris dans les biens donnés pour la restauration de l'abbaye d'Évron en 989.
Guillaume, seigneur de Brocin, rend aveu à Sainte-Suzanne en 1409 pour sa terre de Moncors, "hébergement auquel a une maison couverte en ardoise et une chapelle".
L’acquisition de la terre de Moncor en 1532 par René Girard, seigneur d’Hermet et créateur de forges de ce nom à Jublains, ne permet pas d’affirmer l’établissement de forges sur le territoire dès le XVIe siècle. La transformation des minerais de la Grande Charnie, qui dépendait de la Baronnie de Sainte-Suzanne, s’effectuait alors aux forges du Cours établies plus au nord, sur la rivière d’Erve.
René Girard laisse la jouissance viagère à Arthuse de Lignières, et, malgré une tentative de retrait féodal par le baron de Sainte-Suzanne (représenté alors par Marguerite de France veuve de Charles IV d'Alençon), le transmet aux Launay, ses héritiers, sur lesquels il y eut acquisition vers 1650 par Henri de Daillon, seigneur de Bouillé et comte du Lude.
C'est lui qui crée les forges de Moncor  vers 1657. En 1664, Henri de Daillon accorde une rente annuelle de 150 livres  à Perrine Regnauldin veuve de Robert le Doulx, sieur de la Panneterye “pour la perte qu’elle souffre des inondations de partie de ses prés et terre dépendant de ses lieux de Thébert par le moien de la construction et incavation de l’estang et forges de Moncor que le dict seigneur comte de Lude aurait fait faire depuis sept à huit ans”. La construction de l’établissement fut probablement due à Adrien Riverain, sieur de Launay, maître de forges cité en 1664 et 1668. Il dirigeait parallèlement les forges de la Cosnuère dont il avait été le bâtisseur en 1651.
En 1674, les forges étaient dirigées par Liger de Bienvenu qui poursuivait le bail signé par son frère Philippe, dont il héritait. La consistance de l’usine est décrite dans un texte de 1690 qui mentionne : “Une forge à battre le fer, comprenant halles, fourneaux, fenderies, bocambre (…), étangs, cours d’eau vive, fourneau et étang de Saint-Nicolas pour la fonte des mines”. Ce dernier fourneau avait appartenu au Comte du Lude, avant d’être rattaché aux forges de Moncor. Il produisait la fonte affinée à la forge voisine de la Cosnuère qui n’avait pas encore son propre fourneau de Lessivet.
Les vingt dernières années du XVIIe siècle furent marquées par plusieurs procès consécutifs à une menace de saisie de la terre de Bouillé – dont dépendaient les Forges de Moncor – sur Anne Louise de Bouillé, fille et héritière de la Duchesse du Lude, Renée Éléonore de Bouillé.
 L’affaire se termina en 1694 au bénéfice d’Anne Louise de Bouillé qui resta en possession de ses terres. De 1692 à 1710, le maître de forges fut Claude Hubert qui dirigeait conjointement les Forges de Chemiré. Il eut pour successeur Robert-Urbain Cassin, juge consul d’Angers, qui confia la gestion de l’établissement à un directeur, René Galpin.
Le bail suivant, de décembre 1725, fut confié à Bernard et Louis Dubois pour la somme de 22 400 livres. En mai 1726, les preneurs formèrent une société, dont l’acte de fondation souligne que Bernard Dubois devait habiter la maison des forges et qu’un commis était chargé de tenir le livre des recettes et dépenses. Cette association ne dura pas et à partir de juin 1730, seul Louis Dubois, sieur du Rocheray, continuait le bail.
En mars 1732, la terre et seigneurie de Bouillé, y compris Moncor, fut adjugée au président Jean-Louis Portail, chevalier, conseiller du roi, pour la somme de 560 000 livres. Succédant à Louis Dubois, Pierre Lefêvre de la Barre entra en fonctions en novembre 1734. À l’échéance de son bail, en novembre 1744, il fut remplacé par deux beaux-frères, René Dufay et Nicolas Perdrigeon de Choron, ce dernier déjà maître des forges de la Chaux, en Normandie. La direction de l’usine fut confiée à Charles-Joseph Perdrigeon de Goisly, frère du preneur. La rendue de 1744 mentionne une forge à deux affineries et un haut-fourneau. Celui de Saint-Nicolas, endommagé par des inondations, n’était plus compris dans le bail depuis 1710. La montrée suivante effectuée en décembre 1753, à l’entrée de Jean-Baptiste Prévost, négociant et ancien consul de la juridiction d’Angers, ne laisse entrevoir aucune modification majeure dans la composition de l’usine.
Peu après, le président Portail passa plusieurs contrats avec Charles-Henri Desportes de Linières, officier de la reine, issu d’une famille de maîtres de forges, et Catherine Louise Marguerite Le Prince, son épouse. Le premier est un bail de neuf ans signé en juillet 1756 pour les forges de Moncor, fenderie, fourneau, dépendances et 140 arpents de bois taillis par an, moyennant 20 000 livres de loyer. Quelques années plus tard, il leur céda, à titre de ferme, le château, les domaines, fiefs et dépendances de la terre de Bouillé, auxquels s’ajoutait la possibilité d’acheter la moitié des baliveaux de sa forêt. La rendue effectuée en 1762 cite la chaufferie, les affineries d’"en haut" et "d’en bas", le haut-fourneau, la fenderie, la boutique du maréchal, etc. 
Un autre acte autorisait Henri Pierre Desportes de Corlevé à retenir 12 000 livres sur les fermages pour le rétablissement du haut-fourneau de Saint-Nicolas.
En novembre 1768, l’aveu du marquisat de Bouillé fait par Jean-Louis Portail mentionnait la forêt de Bouillé, dite de la Grande Charnie, comptant 1559 arpents 57 perches, l’emplacement du fourneau de Saint-Nicolas, en ruine, ainsi que les halles, les bourbiers, l’étang et la chaussée. En mai 1770, rendant aveu pour le fief de Moncor, « il déclare et confesse tenir à foi et hommage à cause de la châtellenie de Thorigné dépendant du château de Sainte-Suzanne, la terre, fief et seigneurie de Moncor située en les paroisses de Chammes et Saint-Jean », qui consistait notamment dans “une maison servant à loger un maître de forges composée d’une salle basse, cuisine, office, sept chambres de plain pied, trois chambres hautes, grande cour enclose, jardin derrière d’environ un journal et demy, un pavillon au bas d’icelui, un verger ou boscau d’environ un journal, une boulangerie proche et devant lad. Tour, écurie, une chapelle nouvellement édifiée sous l’invocation de Saint-Charles, une forge à fer où autrefois était un moulin, fendrie, fourneau, chaufferie, deux affineries, deux halles, fossés, étang, chaussée, et seize petites maisons à loger les forgerons desquelles dépendent environ quatre journaux de jardin, le tout en un tenant et contenant ensemble vingt arpents…”
À Desportes de Lignières succéda Pierre Prévost-Dugué. Le bail, signé pour neuf ans en février 1772, devait débuter à la Toussaint 1780. Avant de prendre possession des biens loués, Pierre Prévost-Dugué associa à sa future exploitation – comprenant aussi les forges de Chemiré – son frère, René Prévost-Dugué, et son beau-frère, Alexandre Bourdon-Durocher, pour un tiers chacun. Au décès de René Prévost, en novembre 1784, trois inventaires furent établis : le premier à Angers pour les biens détenus dans cette ville, le deuxième pour Moncor et le dernier pour Chemiré et la Cosnuère. La succession s’annonçait préjudiciable à l’entreprise, mais malgré un procès avec les autres héritiers, gain de cause fut donné aux associés.
Lorsqu’éclata la Révolution, le marquisat de Bouillé avec ses dépendances était propriété de Louise Aglaé de Conflans d’Armentières, petite-fille de Jean-Louis Portail et épouse de Charles de Rohan-Montbazon. C’est sur eux que les forges furent saisies en l’an II. Le receveur de l’enregistrement de Sainte-Suzanne procéda à l’adjudication d’un nouveau bail en janvier 1797 (pluviôse an V), arguant que “le bail de la forge de Moncor et des domaines en dépendant consenti par l’émigré Rohan-Montbazon au citoyen Provost-Duguay expirait à la Toussaint mil sept cent quatre-vingt dix huit vieux stile, qu’on ne pouvait attendre pour un objet aussi intéressant l’expiration du bail pour le renouveler vu les grands préparatifs que serait obligé de faire le nouvel adjudicataire et les marchandises de toutes espèces relatives aux forges dont il serait obligé de se munir par avance”.
La mise à prix fut fixée à 15 000 livres, les enchérisseurs étaient Rigault, du Mans, Alexandre Bourdon-Durocher, maître de forges, qui demeurait au Mans, Mathurin Julien Dalibourg, de Sainte-Suzanne, et Joseph-Pierre Géhard-Seyeux, de Laval. C’est ce dernier qui l’emporta avec une enchère de 33 000 livres ; le bail était adjugé pour neuf ans à partir de novembre 1798 (brumaire an VII).
Après une estimation faite en juin 1798 (prairial an VI) les forges et leurs dépendances furent vendues le 8 août suivant (21 thermidor an VI) à François Dutertre, de Mayenne, lequel “a sur le champ nommé à son lieu et place le citoyen Jean-François Dudevant, chef de brigade au 14ie régiment de chasseurs à cheval”, "de compte à démi" avec Joseph Géhard.  Le général Dudevant, par ailleurs maire de Pompiey, (Lot et Garonne), était l’époux de Gabrielle-Louise de la Porte, qui possédait des biens en Mayenne et le père de Maurice Dudevant, mari de George Sand.
Dudevant vend ensuite à son associé Géhard : le jour suivant l’adjudication, le 9 août (22 thermidor an VI) les époux Dudevant cédèrent à J.P. Géhard-Seyeux et à son épouse Victoire, futurs maîtres de forges comme adjudicataires du bail de février 1797, la moitié de la propriété des forges. Trois ans plus tard, par acte de juin 1801 (prairial an IX), ils leur vendirent l’autre moitié. Les époux Géhard-Seyeux devinrent ainsi possesseurs de la totalité des forges et, pour la première fois, la propriété et la ferme de Moncor étaient réunies dans les mêmes mains.En 1814;les forges sont entre les mains d’Arsène Leboul-Vaujours (ancien maîtres des forges de Vaujours-Château-lavallière.(acte notarié du 7-10-1814 chez maître Martigné au Mans)Il deviendra plus-tard maître de forges à Brimandrie(Algérie).Et maire d'alger.
En 1825 Michel Chevalier, ancien sous-préfet, époux d' Anne-Renée Géhard, vendit au nom des Géhard à Alexandre Bourdon-Durocher.

## Les forges duXVIIeauXIXesiècle
Il est probable que l'établissement de forges date au moins de l'acquisition de Moncors par les Girard qui possédaient déjà les forges d'Hermet. Mais ce fut le seigneur de Bouillé qui, vers 1657, créa les grandes forges.
Il fait accord en 1664 avec demoiselle Le Doux de la Panneterie, dame du fief de Thébert, au sujet de la hauteur de l'étang de sa forge.
En 1690, il y avait "forge à battre fer, comprenant halles, fourneaux, fendrie, bocambre et tous autres ustensiles à faire et fabriquer les fers : étangs, cours d'eau vive, fourneau et étang de Saint-Nicolas pour la fonte des mines".
M. Portail fit reconstruire les fourneaux de Saint-Nicolas détruits par une crue de 1710, malgré l'opposition du marquis de sourches qui prétextait la pénurie du bois et ajoutait que si l'on pouvait relever tous les anciens fourneaux du canton, il n'y en avait pas moins de quatre et six verreries. On lui répondit que la forge de Moncors avec ses annexes pouvait disposer des bois de Moncors, Sainte-Suzanne, la Vallée (Blandouet), Montécler (Châtres-la-Forêt), la Chapelle (La Chapelle-Rainsouin), Langé, etc. Le contrôleur général rendit un avis favorable après enquête du 27 décembre 1768. On mentionne alors : la maison du maître de forges, la chapelle de Saint-Charles, nouvellement édifiée, forge à fer en place d'un ancien moulin, fendrie, fourneau, chaufferie, deux affineries, deux halles, seize petites maisons pour les forgerons. Le rendement était en 1768 de 600 000 livres de fer par an, de qualité cassante, et qui s'écoulait à Laval, Château-Gontier et surtout Angers.
La République séquestra les bois et la forge, l'afferma au citoyen Besnard, qui fit en 1793 les réparations urgentes à Moncors et au fourneau du "sieur Nicolas" (Saint-Nicolas), et, devenu chef de la légion du district d'Évron, y établit un détachement qui, avec le concours des forgerons, allait fermer les églises du pays.
En 1796, Prevost, nouveau fermier, faisait élever des retranchements pour assurer le séjour de la troupe, la mettre en état de résister aux incursions des Chouans et préserver "cet établissement national" de leurs dévastations.
À proximité des forges, sur la lande de Blandouet, le 22 mars 1796, trois chouans assassinent une jeune fille républicaine, Perrine Dugué, le 22 mars 1796.
Avec la paix, la prospérité revint. La vente qui se fit en 1825 au prix de 160 000 F comprend maison de maître avec jardin, cour ; le grand fourneau à trois feux et la grande fonderie, le logement des forgerons, le fourneau de Saint-Nicolas, les étangs; 160 hectares de bois, 160 hectares de landes, 32 hectares de domaine.
En 1840, la production, avec 250 ouvriers et un outillage comprenant lavoir à bras, deux hauts-fourneaux, deux foyers d'affineries, une chaufferie,  un feu de fendrie, une machine à fendre, quatre roues hydrauliques, était doublée par rapport à 1768 : 300 000 kilos de fer pliant et 320 000 kilos de fonte moulée.
Le libre échange a eu raison d'une industrie qui trouvait sur place minerai, combustible et force motrice. L'extraction de minerai cessa vers 1852.

## les propriétaires, exploitants et employés de la forge auXVIIIesiècle

### 1700-1710
-Claude Hubert est maître de forges jusqu'en 1710.

-Liste des employés de la forge d'après les actes paroissiaux :
- Louis Lefresne, marteleur
- Louis Letessier, marteleur
- Christophe Hus, maître affineur
- Jean Ricordeau, maître affineur

### 1710-1725
-Robert-Urbain Cassin, juge consul d'Angers, est maître de forges. René Galpin est le directeur de Moncor.

-Liste des employés de la forge d'après les actes paroissiaux :
- Paul Querleguer, chauffeur, marteleur
- Jacques Veillard, marteleur
- Louis Macé, maître affineur
- Jean Brault, affineur
- Simon Braut, affineur
- Philippe Pasquier, affineur
- Louis Cochon, fendeur
- Jean Lemaitre, fendeur
- Jean Lepelletier, charpentier

### 1725-1735
-En décembre 1725, la forge est louée à Bernard et Louis Dubois pour la somme de 22 400 livres.

-En mai 1726, les preneurs forment une société, dont l’acte indique que Bernard Dubois doit habiter la maison des forges et qu’un commis est chargé de tenir le livre des recettes et dépenses.

-À partir de juin 1730, seul Louis Dubois, sieur du Rocheray, continue le bail.

-En mars 1732, la terre et seigneurie de Bouillé est achetée par le président Jean-Louis Portail, chevalier, conseiller du roi, pour la somme de 560 000 livres. 

-En 1734, d'après les mentions dans les actes paroissiaux de Chammes, Pierre Dubois semble avoir également été maître de forges de Moncor.

-Liste des employés de la forge d'après les actes paroissiaux :
- Jean Paulmar, commis
- Jean Durouel?, chauffeur
- Michel Vavasseur, chauffeur
- Paul Querleguer, marteleur
- Jean Guerin, valet du marteleur
- Simon Braut, affineur
- Gervais Durand, affineur
- Jean Sorel, affineur, chauffeur, forgeron
- François Touche, affineur
- François Barbrette, valet d'affineur
- René Garnier, valet d'affineur
- Mathieu Menard, fendeur
- René Voile, fendeur
- Jean Romé, maître maréchal
- Jean Tonnelier, domestique
- Etienne Heurtebize, voiturier
- Laurent Letourneux, voiturier
- Julien Mareau, sactier

### 1735-1744
-Pierre Lefevre de La Barre devient maître de forges en novembre 1735.

-Liste des employés de la forge d'après les actes paroissiaux :
- Laurens Marin, commis
- Louis Peslier, fondeur ??
- Louis Goualard, chauffeur
- Jean Duclos, chauffeur, valet de chauffeur
- Jean Querleguer, chauffeur
- Louis Querlequer, chauffeur
- Jean Titard, valet du chauffeur
- Paul Querleguer, marteleur
- Jean Juget, valet de marteleur
- Pierre Barbier, affineur
- François Barbrette, affineur
- Louis Berrier, affineur
- Mathurin Griollier, affineur
- Pierre Hus, affineur
- Pierre Lepelletier, affineur
- Gervais Lepellettier, affineur
- Jacques Vavasseur, affineur
- Jacques Touzeau, valet d'affineur, affineur
- Pierre Legeard, garçon d'affineur
- Jacques Vavasseur, garçon d'affineur
- Mathieu Menard, fendeur
- Nicolas Gagnon, forgeron
- Jean Romé, maréchal
- Paul Touzeau, maréchal
- Michel Ravault, charpentier
- Thomas Jardin, voiturier
- Louis Ravault, voiturier

### 1744-1753
-En 1744, la forge a deux affineries et une chaufferie, une fenderie et un haut fourneau. Celui de Saint-Nicolas, endommagé par des inondations, n'est plus compris dans le bail depuis 1710.

-En novembre 1744, deux beaux-frères, René Dufay et Nicolas Perdrigeon de Choron deviennent exploitants de Moncor.

-Liste des employés de la forge d'après les actes paroissiaux :
- Charles-Joseph Perdrigeon de Goisly, directeur
- Charles Hely, chauffeur
- Jean Querleguer, chauffeur, marteleur
- ? Guerin, le marteleur
- Charles Daboust, maître affineur, chauffeur
- Jacques Vavasseur, affineur, maître affineur
- Alexandre Boulay, affineur
- Charles Maillard, affineur
- Jean Rousseau, affineur
- Pierre Coupart, valet d'affineur
- François Godefroy, valet d'affineur
- Mathurin Griollier, valet d'affineur
- Pierre Legeard, valet d'affineur, affineur
- François Morel, valet d'affineur
- Mathieu Menard, fendeur
- Germain Aumont, forgeron
- Thomas Leplat, forgeron
- Jean Romé, maréchal
- Jean Romé, maréchal
- Jean Chorin, garçon maréchal, compagnon maréchal
- Charles Joly, maître charpentier
- René Plessis, voiturier
- Louis Ravault, voiturier

### 1753-1762
-En décembre 1753, Jean-Baptiste Prévost, négociant et ancien consul en la juridiction d'Angers, devient maître de forges de Moncor.

-En juillet 1756, Jean-Louis Portail signe un bail avec Charles-Henri Desportes de Linières, officier de la reine, issu d'une famille de maîtres de forges, et Catherine Le Prince, son épouse, pour les forges de Moncor, fenderie, fourneau, dépendances et 140 arpents de bois taillis par an, moyennant 20 000 livres de loyer.

-Liste des employés de la forge d'après les actes paroissiaux :
- Alexandre Gayet, commis
- Charles Gayet, commis
- Jean Bouriquet, chauffeur
- Charles Hely, chauffeur
- Jean Querleguer, marteleur
- Alexandre Maugere, garçon de marteleur
- Alexandre Boulay, affineur
- Pierre Camus, affineur
- Mathurin Gaucher, affineur
- Pierre Legeard, affineur
- Pierre Mallet, affineur
- François Roussel, affineur
- François Bellanger, affineur, valet d'affineur
- Mathurin Griollier, valet d'affineur
- Joseph Trou, valet d'affineur
- Mathieu Menard, fendeur
- Jean Peslier, fendeur
- Thomas Planchard, maréchal
- Jean Romé, maréchal
- René Labouré, charpentier
- René Heurtebise, voiturier
- Jacques Leguy, voiturier
- Louis Ravault, voiturier

### 1762-1780
-En 1762, Charles-Henri Desportes de Linières devient maître de forges de Moncor. La forge comporte une chaufferie, une affinerie d'en haut et une d'en bas, un haut fourneau, une fenderie, une boutique du maréchal, etc.

-La même année, un acte autorise Henry-Pierre Desportes de Corlevé à retenir 12 000 livres sur les fermages pour le rétablissement du haut fourneau de Saint-Nicolas.

-En 1768, l'aveu du marquisat de Bouillé mentionne la forêt de Bouillé, dite de la Grande-Charnie, comptant 1 559 arpents 57 perches, l'emplacement du fourneau de Saint-Nicolas, en ruine, ainsi que les halles, les bourbiers, l'étang et la chaussée.

-En 1770, dans l'aveu pour le fief de Moncor, Jean-Louis Portail "déclare et confesse tenir [...] la terre, fief et seigneurie de Moncor située en les paroisses de Chammes et St-Jean”, qui consiste notamment dans “une maison servant à loger un maître de forges composée d'une sale basse, cuisine, office, sept chambres de plain pied, trois chambres hautes, grande cour enclose, jardin derrière d'environ un journal et demy, un pavillon au bas d'iceluy, un verger ou boscau d'environ un journal, une boulangerie proche et devant lad. tour, écurie, une chapelle nouvellement édifiée sous l'invocation de St Charles, une forge à fer où autrefois était un moulin, fendrie, fourneau, chauferie, deux affineries, deux halles, fossés, étang, chaussée, et seize petites maisons à loger les forgerons desquelles dépendant environ quatre journaux de jardin, le tout en un tenant et contenant ensemble vingt arpents…”.

-Liste des employés de la forge d'après les actes paroissiaux :
- François Cavé, directeur
- Jacques Varanne, directeur
- Julien Cosson, commis
- Jacques Heurtebise, commis
- Simon Blanchouin, maître d'office
- Jean Duval, garde-fourneau, fondeur, journalier
- Jacques Fretinier, chauffeur, marteleur
- Jean Prudhomme, chauffeur
- Jacques Querleguer, chauffeur
- Jean Querleguer, chauffeur
- Pierre Sorin, chauffeur
- Jean Querleguer, marteleur
- Pierre Prudhomme, affineur, affineur en chef
- Pierre Legeard, affineur
- Pierre Mallet, affineur
- Pierre Mallet, affineur, valet d'affineur
- Michel Richard, affineur
- François Roussel, affineur
- Jean Roze, affineur
- Jean Touche, affineur
- Jean Touche, affineur
- Julien Beaussé, valet d'affineur, forgeron
- Jean Roussel, valet d'affineur, affineur
- Pierre Durand, grand valet d'affineur
- François Durand, valet d'affineur
- Mathurin Griollier, valet d'affineur
- Joseph Macé, valet d'affineur
- Jacques Moitié, valet d'affineur, grand valet d'affineur, forgeron
- Louis Prudhomme, garçon d'affineur, petit valet d'affineur, valet d'affineur
- Nicolas Heron, fendeur
- Mathieu Menard, fendeur
- Jean Naveau, forgeron
- Jean Romé, fendeur, maréchal
- Hyppolite Pottier, maréchal
- Laurent Duval, compagnon maréchal
- René Labouré, charpentier
- François Coulbeaux, petit valet
- Jean Roze, petit valet
- Michel Toullion, domestique
- Jean Chauveau, voiturier de charbon
- Jean Dupui, voiturier
- Jean Dutail, voiturier
- Mathurin Griollier, voiturier
- René Heurtebise, voiturier
- François Launay, voiturier de charbon
- Jacques Leguy, voiturier
- Jean Pilon, voiturier
- Louis Ravault, voiturier
- Joseph Ragaine, minier

### 1780-1798
-Pierre Prévost-Dugué loue la forge à partir de Toussaint 1780. Il est associé avec son frère René, et son beau-frère, Alexandre Bourdon-Durocher, pour un tiers chacun.

-René Prévost décède en novembre 1784.

-Lorsque éclate la Révolution, le marquisat de Bouillé avec ses dépendances est propriété de Louise-Aglaé de Conflans d’Armentières, petite fille de Jean-Louis Portail et épouse de Charles de Rohan-Montbazon.

-En l'an II, la forge est saisie.

-Il est procédé à l'adjudication d'un nouveau bail en février 1797, car "le bail de la forge de Moncor [...] consenti par l'émigré Rohan-Monbazon au citoyen Prévost-Duguay expirait à la Toussaint [1798] et on ne pouvait attendre pour un objet aussi intéressant". Joseph-Pierre Géhard-Seyeux, de Laval, emporte l'enchère pour une somme de 33 000 livres.

-Liste des employés de la forge d'après les actes paroissiaux et d'état-civil :
- Jacques Besnard, commis
- Pierre Leguy, commis
- Julien Perrier, chapelain
- Pierre Fretinier, chauffeur, forgeron
- Pierre Legeard, chauffeur, forgeron
- Jacques Querleguer, chauffeur
- Jean Querleguer, chauffeur
- Jacques Fretinier, marteleur, forgeron
- Jacques Mereau, marteleur
- Jean Bouillon, affineur
- Pierre Mallet, affineur
- Jacques Moitié, affineur
- François Roussel, affineur
- Jean Roussel, affineur
- Jean Roze, affineur
- Jean Roze, affineur
- Jean Touche, affineur
- François Trou, affineur, forgeron
- Michel Vimon, affineur
- Louis Voile, affineur
- Jacques Barbin, valet d'affineur ?
- Jean Maigret, valet d'affineur
- Joseph Roussel, fendeur
- Louis Trouillard, compagnon fendeur
- Julien Beaussé, forgeron
- Louis Legeard, forgeron
- Jacques Rivière, forgeron
- René Roussel, forgeron
- Jacques Saint Paul, forgeron
- Jean Marie Savenay, forgeron
- Guillaume Gouault, maréchal
- Gabriel Moufle, maréchal
- Jacques Moufle, maréchal
- Mathurin Moufle, maréchal
- René Labouré, maître charpentier
- Jacques Paris, maître charpentier
- Pierre Noré, charpentier
- Louise Court, domestique
- Jacques Labouré, petit valet
- Mathurin Chauveau, voiturier de charbon
- Pierre Defay, voiturier de charbon
- Mathurin Griollier, voiturier
- Pierre Griollier, voiturier
- François Launay, voiturier de charbon
- Michel Lebaillif, voiturier
- André Leguy, voiturier de charbon
- Antoine Leguy, voiturier de charbon
- Jacques Leguy, voiturier
- Jacques Leguy, voiturier
- Jean Pilon, voiturier
- Jean Pilon, voiturier de charbon

### 1798-1800
-Les forges et leurs dépendances sont vendues le 8 août 1798 à François Dutertre, de Mayenne, lequel "a sur le champ nommé à son lieu et place le citoyen Jean-François Dudevant". 

-Le 9 août 1798, les époux Dudevant cèdent à Joseph-Pierre Géhard-Seyeux et à son épouse Victoire, la moitié de la propriété des forges.

-En novembre 1798, Joseph-Pierre Géhard-Seyeux devient maître des forges de Moncor.

-Liste des employés de la forge d'après les actes d'état-civil :
- Pierre Leguy, commis
- Pierre Fretinier, chauffeur, forgeron
- Jean Maigret, affineur
- Louis Trouillard, compagnon fendeur
- Mathurin Moufle, maréchal
- Pierre Noré, charpentier
- Antoine Leguy, voiturier de charbon

## Les métiers aux forges de Moncordans la première moitié duXIXesiècle
L'État-civil de la commune de Chammes donne des indications précises sur la diversité des métiers alors exercés aux forges :

Date de l'acte - Nom, Prénom - Métier - Âge : 

1824 04 30 - Appert	Louis - Affineur - 24 

1824 01 14 - Appert 	Françoise - Fileuse 

1822 12 13 - Appert 	Pierre - Charpentier - 54 

1843 12 22 - Aubert	Pierre - Fendeur - 36 

1814 08 20 - Bachelier Jean Luc - Affineur

1834 03 01 - Bachellier des Moulins	Jean René - Forgeron - 38 

1841 01 00 - Béatrix	François - Fendeur - 46 

1834 07 28 - Béatrix Louis Auguste - Forgeron - 44 

1811 04 26 - Bigot Louis - Maître de la Forge de Moncor 

1812 07 20 - Bouillon Pierre - Valet d'affineur, Affineur 1814, Forgeron 1841
	
1842 06 17 - Boutier	François - Cultivateur (Métairie) - 49 

1841 01 00 - Boutier	Marie Pélagie - Cultivatrice (Métairie) - 23 

1841 02 13 - Boutier	Joseph - Cultivateur (Métairie) - 22 

1840 10 02 - Boutier	Louis - Cultivateur (Métairie) - 25 

1835 03 09 - Brossard Jean - Maréchal - 27 

1840 02 08 - Brosset	Victor - Affineur - 28 

1822 12 16 - Camus François - Garde - 59 

1841 02 16 - Chasseray Jean - Voiturier - 68 

1840 01 12 - Chaumond Joseph - Fendeur - 27 

1824 04 02 - Compain	Renée - Sage-femme 

1811 10 24 - Compain	Marin - Cultivateur (Métairie de Moncor) 

1813 09 04 - Cornu Julien - Voiturier - 53 

1835 04 30 - David dit Lachesnais Pierre Joseph - Garde particulier - 37

1822 03 13 - Desbleds Jean - Maréchal - 29 

1838 12 31 - Duclos Jean René - Marteleur - 45 

1814 10 28 - Duclos René - Forgeron 

1836 05 01 - Dugué Adolphe - Directeur des Forges - 34 

1823 04 08 - Foliot Françoise - Domestique - 32

1845 09 10 - Frétigné Jacques - Commis (1842) - 32 

1830 02 23 - Frétigné Pierre - Chauffeur-Forgeron (1814) - Propriétaire 1845 - 23 

1833 01 12 - Frétigné Jacques - Marteleur (ex-) 

1812 12 30 - Furon Louis - Charpentier 

1834 05 23 - Genuy (Genuit) Jean - Charpentier - 38 

1831 04 24 - Genuy (Genuit) Étienne - Charpentier - 49 

1845 09 10 - Georges	Michel - Maréchal - 32 

1823 03 12 - Griollier François - Forgeron - 40 

1821 07 31 - Guyard François Vincent - Fendeur - 41 

1839 04 12 - Hardy Jean-Baptiste - Meunier (Moulin) - 30 

1827 04 16 - Hérisson Pierre René - Commis

1812 12 30 - Kerleguer François - Forgeron 

1843 04 09 - Le Baillif Auguste - Commis - 44 

1813 04 16 - Le Baillif (fils) Joseph - Maréchal 

1813 04 16 - Le Baillif (père) Joseph - Maréchal 

1834 07 28 - Le Go René (dit "Lazare") - Forgeron - 65 

1834 02 01 - Le Guy Hippolyte François - Maréchal 

1830 03 31 - Le Monnier Pierre René - Ouvrier - 30 

1824 05 10 - Le Monnier Louis - Valet de Chauffeur - 21 

1826 05 21 - Le Peltier Joseph - Domestique (Métairie) 

1840 09 30 - Ledily François Marie - Forgeron - 28 

1842 01 13 - Lemeunier Pierre - Forgeron - 42 

1841 06 10 - Lunot Jean Noël - Forgeron - 28 

1835 01 30 - Maigret	Pierre Julien - Forgeron - 30 

1833 10 20 - Maigret	Jean - Affineur - (1813 Forgeron) - 32 

1826 03 02 - Maigret	Jean -  Affineur - 69 

1829 10 09 - Mélisson Pascal - Journalier 

1831 06 03 - Mille Louis - Garçon meunier (Moulin) 

1843 11 24 - Moitier	Jacques - Valet d'affineur (1814) -Forgeron - 56 

1812 03 11 - Moitier	Jacques - Valet d'affineur 

1843 01 25 - Morin René - Forgeron - 31 

1825 03 02 - Patry Pierre Julien - Forgeron - 32 

1832 12 29 - Pattier	Victor - Forgeron - 32 

1842 05 10 - Perrot Ernest - Directeur  des Forges - 26 

1844 08 09 - Pilon François - Journalier - 51 

1824 04 15 - Porcher	François - Journalier - 51 

1829 12 14 - Querleguer Jeanne - s.p. - 74 

1812 11 07 - Renault	François - Voiturier - 69 

1830 03 31 - Ribot Jean Léon - Ouvrier - 22 

1811 09 15 - Richard	François - Maréchal 

1839 04 12 - Richefeux Julien - Meunier (Moulin) - 23 

1838 07 09 - Richefeux Michel - Meunier (Moulin) - 61 

1831 06 03 - Richefeux Hubert - Meunier (Moulin) 

1826 11 14 - Richefeux Michel - (Moulin)	

1812 04 09 - Richefeux François - Meunier (Moulin) 

1830 08 06 - Roguet Julien - Journalier

1840 01 12 - Rousseau Julien - Fendeur - 42 

1826 09 04 - Roussel	René - Forgeron (1813) - Affineur - 60 

1812 06 06 - Roussel	Pierre René - Forgeron - 21 

1813 05 07 - Roussel	François - Forgeron

1829 02 20 - Saudubray Pierre - Commis 

1831 05 01 - Tarondeau Tell (?) - Directeur de la Forge - 33 

1844 05 28 - Tessier	Constant - Marteleur - 27 

1837 06 01 - Tessier	Jean Louis - Forgeron - 25 

1837 06 01 - Tessier	Frédéric Jacques -  Forgeron - 27 

1844 08 09 - Tiretay	Scholastique - Journalière - 33 

1829 10 09 - Trocherie François - Forgeron - 22 

1825 08 25 - Trouillard Louis - Fendeur - 55 

1813 04 16 - Trouillard Louis Marin - Fendeur - 19 

1845 02 23 - Vallée Julien - Domestique (Métairie) - 53 

1842 01 13 - Vallée Guillaume Charles - Forgeron - 27 

1841 05 11 - Vallée François - Forgeron - 27

## À voir dans les environs
- anciennes forges de Moncor, route RD 235 reliant Chammes à Saint-Jean-sur-Erve
- anciennes forges d'Hermet à Jublains
- Sainte-Suzanne
- Blandouet
- Saint-Pierre-sur-Erve
- Saulges, Grottes et canyon de Saulges
- Château de Bourgon
- Pays d'art et d'histoire Coëvrons-Mayenne

## Sources et bibliographie
- « Forges de Moncor », dans Alphonse-Victor Angot et Ferdinand Gaugain, Dictionnaire historique, topographique et biographique de la Mayenne, Laval, A. Goupil, 1900-1910 [détail des éditions] (BNF 34106789, présentation en ligne)
- La Forge de Moncor à Chammes (Mayenne), 1657 – 1870, Haut-Fourneau – Affinerie – Grosse forge – Fenderie des Forges de Moncor, de Roland Morteveille, 2006, d'après les collections du Musée de l'auditoire de Sainte-Suzanne.
- La métallurgie du Maine : de l'âge du fer au milieu du XXe siècle / ss la dir. scientifique de Jean-François Belhoste et Evelyne Robineau.-Monum : éd. du Patrimoine, 2003
- Liste des habitants, employés et exploitants de la forge et de la métairie de Moncor au XVIIIe siècle, dépouillement sur Rodovid.org par Jean-Sébastien Chorin à partir des mentions dans les actes paroissiaux consultables en ligne sur le site des AD de la Mayenne